# 畠山政尚
畠山 政尚（はたけやま まさひさ）は、戦国時代から安土桃山時代にかけての武将。系図類によると初名は政義。当時の書状には政能とある。

## 生涯
天文3年（1534年）、畠山政国の次男として誕生。永禄年間から天正初めにかけ、紀伊岩室城（和歌山県有田市・有田川町）の城主だったとされる。永禄6年（1563年）には畑村（現在の有田市宮原町畑）の金剛寺に寄進を行っており、政尚がこの地を領していたことがわかる。
元亀4年（1573年）に畠山氏の当主となっていた弟・秋高が死去した後、政尚の子の貞政がその跡を継いだという。秋高没後の畠山氏は有田郡における有力領主の地位を維持していたが、天正13年（1585年）の羽柴秀吉による紀州攻めに抵抗し、貞政は所領を失うこととなった。
天正16年（1588年）7月15日、政尚は55歳で死去した。円満寺（有田市）に葬られたとされるが、政尚の墓碑は現存しない。

## 子孫
貞政の子（政尚の孫）の政信は、江戸時代に入り300石の旗本となった。その子の基玄は江戸幕府5代将軍・徳川綱吉の側用人になり、加増を重ねて5,000石を領するに至った。基玄は高家旗本となり、以後子孫は高家として続いた。